# Champagnat-le-Jeune
Champagnat-le-Jeune település Franciaországban, Puy-de-Dôme megyében. Lakosainak száma 149 fő (2022. január 1.). Champagnat-le-Jeune La Chapelle-sur-Usson, Peslières, Sainte-Catherine, Saint-Jean-Saint-Gervais, Valz-sous-Châteauneuf és Le Vernet-Chaméane községekkel határos.

## Népesség
A település népességének változása:
| Lakosok száma | 128  | 141  | 150  | 149  | 150  | 151  | 151  | 150  | 149  |
|               | 2013 | 2015 | 2016 | 2017 | 2018 | 2019 | 2020 | 2021 | 2022 |